# Van der Graaf Generator
 (mai 2018).
Si vous disposez d'ouvrages ou d'articles de référence ou si vous connaissez des sites web de qualité traitant du thème abordé ici, merci de compléter l'article en donnant les références utiles à sa vérifiabilité et en les liant à la section « Notes et références ».
Van der Graaf Generator est un groupe rock britannique, originaire de Manchester, en Angleterre. Il est généralement rattaché au courant progressif, bien que cette appellation (comme toute autre) soit régulièrement contestée par Peter Hammill, fondateur et principal membre du groupe, chaque fois que le sujet est abordé à l'occasion d'entrevues.
Le nom du groupe, suggéré par son premier batteur Chris Judge Smith, est celui d'un appareil électrique conçu pour produire de l'électricité statique : le générateur de Van de Graaff (Van der Graaf generator), les fautes d'orthographe (ajout d'un r et perte d'un f) étant accidentelles. On peut également constater le fait qu'il y ait plusieurs triangles de Penrose sur les A et sur les V, nombreux dans le nom du groupe.

## Biographie

### Origines et débuts (1967–1969)
Le groupe naît en 1967 avec la réunion de Peter Hammill (guitare et chant), Nick Pearne (orgue) et Chris Judge Smith (chant, batterie et saxophone). Le trio obtient rapidement un contrat avec Mercury Records. L'année suivante, Pearne est remplacé par Hugh Banton, et le groupe est renforcé par l'arrivée de Keith Ellis (basse) et Guy Evans (batterie). Cette formation sort un single chez Polydor, People You Were Going to / Firebrand (considéré par Melody Maker comme « meilleur single de la semaine »), qui est retiré face aux protestations de Mercury. La première incarnation de Van der Graaf Generator se dissout à la mi-1969, victime de problèmes financiers.

### Première époque (1970–1972)
Un peu plus tard la même année, Peter Hammill entame l'enregistrement d'un album solo, avec Banton, Evans et Ellis comme musiciens invités. The Aerosol Grey Machine sort finalement sous le nom de Van der Graaf Generator, afin de satisfaire le contrat signé avec Mercury. L'album ne sort qu'aux États-Unis et ne se vend quasiment pas.
Des changements dans le personnel précédant le deuxième album du groupe, The Least We Can Do is Wave to Each Other (1970), et son premier chez Charisma Records. Ellis est remplacé par Nic Potter, tandis que David Jackson (saxophone et flûte) s'ajoute à la formation. L'album marque la naissance d'un nouveau son, abandonnant l'influence psychédélique de The Aerosol Grey Machine en faveur de textures plus sombres, influencées par le jazz et la musique classique. L'album est bien reçu et le groupe enchaîne avec H to He, Who Am the Only One (1970). Potter part au milieu de l'enregistrement et le groupe décide de continuer sans bassiste, les pédales basses de l'orgue de Banton faisant office de substitut. Sur cet album, Robert Fripp de King Crimson contribue à la guitare sur le titre The Emperor in His War-Room.
Le quartet Hammill/Banton/Jackson/Evans issu de H to He est considéré comme étant la formation « classique » du groupe, et l'album suivant, Pawn Hearts, est souvent considéré comme son apogée. Il rencontre un franc succès en Italie, restant en tête des ventes pendant 12 semaines. Le groupe donne de nombreux concerts entre 1970 et 1972, mais cela éprouve Hammill qui part pour poursuivre une carrière solo. Hammill quitte le groupe en bons termes et Banton, Jackson et Evans, parmi d'autres, contribuent tous, souvent ensemble, à diverses reprises à sa carrière solo.
Sans Hammill, les trois membres restants enregistrent en 1973 un album instrumental avec Nic Potter, Ced Curtis et Piero Messina sous le nom The Long Hello, auquel font suite trois albums de qualité moyenne intitulés eux aussi Long Hello ; une musique proche du jazz-rock.

### Deuxième époque (1975–1978)
En 1975, Hammill est prêt à travailler à nouveau avec le groupe et trois nouveaux albums sont enregistrés en 12 mois : Godbluff, Still Life et World Record. Musicalement, la différence évidente est que Hammill joue désormais de la guitare acoustique et électrique en plus du piano.
À la suite de World Record, Banton puis Jackson s'en vont. Nic Potter revient et Banton est remplacé par un violoniste, Graham Smith, anciennement du groupe String Driven Thing. Le groupe raccourcit alors son nom en Van der Graaf. Il ne reste plus que Peter Hammill et Guy Evans de la formation classique en plus du retour de Nic Potter à la basse, David Jackson est au saxo sur deux pièces de l'album seulement. Puis vient l'album live Vital enregistré en janvier 1978 et sorti en juillet de cette même année, sur cet album on retrouve donc Hammill, Evans, Jackson, en plus de Nic Potter à la basse, Graham Smith au violon et Charles Dickie au violoncelle, piano électrique et synthétiseur. À la suite de ce disque, le groupe se sépare à nouveau et ne reviendra officiellement sur la scène musicale qu'en 2004.
Un album de « nouvelles » compositions sort après cette séparation : Time Vaults est une collection d'enregistrements abandonnés ou de répétitions issus de la pause de 1972-1975. La piètre qualité sonore le réserve aux fans ardents du groupe.
Après sa séparation, la formation classique se réunit à l'occasion. En 1991, ils jouent plusieurs chansons lors du quarantième anniversaire de la femme de David Jackson. En 1996, le quartet apparaît sur scène pendant un concert de Hammill et Evans pour jouer Lemmings.

### Troisième époque (depuis 2005)
En 2003, Banton, Jackson, et Evans rejoignent Hammill pour jouer Still Life au Queen Elizabeth Hall à Londres. À l'issue de ce concert, le groupe se réunit dans sa formation classique, répète et compose de nouveaux morceaux durant l'été 2004. Un double album, Present, sort en avril 2005 et une tournée en Europe s'ensuit durant l'été 2005. 2007 voit la sortie d'un double CD, intitulé Real Time regroupant le premier concert donné par le groupe en 2005 au Royal Festival Hall de Londres.
À partir de 2007, avec le départ de David Jackson, Van der Graaf Generator devient un trio (Banton, Evans, Hammill). Il se produit régulièrement sur scène lors de tournées principalement européennes, mais l'ayant conduit également en Amérique du Nord et au Japon. Lors de ces concerts, il privilégie les nouveaux morceaux, mais joue également quelques pièces de la période 1970/1976. Le trio publie les albums studio Trisector (2008) et A Grounding in Numbers (2011), puis en 2012 sort Alt qui est constitué de pièces instrumentales improvisées. En 2015, le groupe sort un album live Merlin Atmos, enregistré en Juin 2013 pendant la tournée et une petite surprise avec la pièce A Plague of Lighthouse Keepers. En plus de la version régulière, un CD bonus intitulé Bonus Atmos est aussi disponible. Puis en 2016, sort le treizième album studio du groupe, Do Not Disturb.

## Discographie

### Albums studio
- 1969 : The Aerosol Grey Machine
- 1970 : The Least We Can Do Is Wave to Each Other
- 1970 : H to He, Who Am the Only One
- 1971 : Pawn Hearts
- 1975 : Godbluff
- 1976 : Still Life
- 1976 : World Record
- 1977 : The Quiet Zone/The Pleasure Dome
- 2005 : Present
- 2008 : Trisector
- 2011 : A Grounding in Numbers
- 2012 : ALT
- 2016 : Do Not Disturb

### Albums live
- 1978 : Vital
- 1994 : Maida Vale
- 2007 : Real Time
- 2009 : Live at the Paradiso
- 2012 : Live at Metropolis Studios 2010
- 2015 : Merlin Atmos
- 2015 : After the Flood: At the BBC 1968-1977
- 2018 : Live At Rockpalast - Leverkusen 2005

### Compilations
- 1971 : 68-71
- 1980 : Repeat Performance
- 1982 : Time Vaults
- 1987 : First Generation (Scenes from 1969–1971)
- 1987 : Second Generation (Scenes from 1975–1977)
- 1987 : Now And Then
- 1993 : I Prophesy Disaster
- 1998 : The Masters
- 2000 : An Introduction: From The Least to The Quiet Zone
- 2000 : The Box
- 2021 : The Charisma Years 1970-1978

### The Long Hello
- Série d'albums instrumentaux avec différents membres de VDGG. 
- 1974 : The Long Hello - Avec David Jackson, Guy Evans et Hugh Banton, + Ced Curtis guitare électrique et basse ainsi que Pietro Messina, guitare acoustique et électrique et piano.
- 1981 : The Long Hello Volume Two - Avec Nic Potter et Guy Evans, avec David Jackson, Stuart Gordon, Huw Lloyd Langton et Giles Perring.
- 1982 : The Long Hello III - Avec Peter Hammill, David Jackson, Jakko M. Jakszyk, Chris Barnes, John Clarke, Nic Graham, Guy Evans.
- 1983 : The Long Hello Volume Four - Avec David Jackson, Giles Perring, Guy Evans, Dayne Kranenburgh, Paul Schubert, Chris Kerridge, Harry Williamson, Dave Sawyer.

### Gentlemen Prefer Blues
- 1985 : Gentlemen Prefer Blues de Jackson, Banton, Evans - D'octobre 1984 à l'été 1985, Demi Monde s'est arrangé pour les emmener au Foel Studio pour leur faire voir comment c'était de jouer à nouveau ensemble. L'album 'Gentlemen Prefer Blues' est le résultat de cette rencontre et a été assemblé à partir de diverses sources: de la réalisation d'enregistrements d'archives inachevés laissés dans les voûtes de Foel Studio, aux nouveaux enregistrements de jam en trio.

Notez que ces enregistrements ont souvent été sortis de leur contexte et utilisés dans plusieurs compilations, parfois délibérément mal présentés comme des pistes VdGG.

## Vidéographie
- 2003 : Masters From the Vaults (DVD)
- 2003 : Godbluff Live (DVD) – reprend le contenu du DVD précédent, épuisé
- 2009 : Live at the Paradisio (DVD) – concert donné à Amsterdam le 14 avril 2007
- 2011 : Metropolis "Legends" (DVD) – concert donné à Londres le 18 décembre 2010